# Johann Daniel Michel (Politiker, 1801)
Johann Daniel Michel (* 1. Februar 1801 in Bergheim; † 21. Mai 1852 ebenda) war ein deutscher Bürgermeister und Politiker.

## Leben
Michel war der Sohn des gleichnamigen Landstandes Johann Daniel Michel  (* 29. Juli 1758 in Reinhardshausen; † 13. Juli 1841 in Bergheim) und dessen Ehefrau Barbara Elisabeth geborene Jungermann (* 6. Januar 1776 in Bergheim; † 11. Juni 1837 ebenda), der Tochter des Johann Daniel Jungermann und der Anna Elisabeth Bock. Er war evangelisch und heiratete am 25. Mai 1828 in Bergheim Anna Catharina Göbel (* 23. Juli 1805 in Bergheim; † 14. Februar 1854 ebenda), die Tochter des Gutsbesitzers Johannes Göbel und der Anna Christina Jägeling.
Michel war (1804) Gutsbesitzer in Bergheim. 1828 war er Grebe-Adjunkt und von 1842 bis 1848 Grebe in Bergheim. Im Februar 1848 war er gewählter Bergheimer Kürgenosse und von 1848 bis 1852 Bürgermeister in Bergheim. Vom 3. April bis zum 14. Juni 1848 war er Mitglied des Landstandes des Fürstentums Waldeck. Er wurde für den Bauernstand im Oberjustizamt der Werbe gewählt.